# 시어도어 루스벨트의 정치적 입장

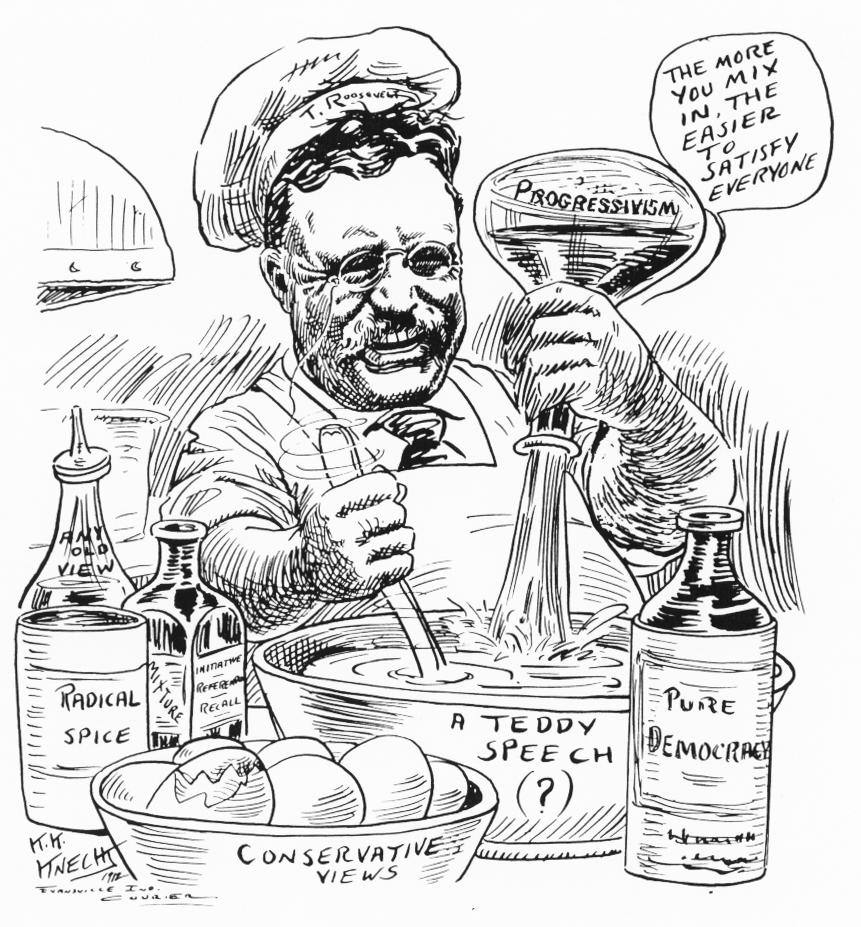
칼 K. 크넥트가 1912년에 그린 루스벨트의 사설 만화

시어도어 루스벨트(1858–1919)는 미국 대통령으로 재임했다(1901~1909). 또한 미국의 부통령 (1901)과 뉴욕주의 주지사 (1889–1900)를 역임했다. 하지만 1912년 미국 대통령 선거에서 패배했다. 루스벨트는 1890년 이후 진보적 보수주의의 주요 대변인이었다. 1907년까지 "대부호의 악당들"(대기업)을 비난하고 법원이 기업에 너무 얽매여 있다고 비판했다. 자신이 선택한 대통령 후임자인 윌리엄 하워드 태프트와 결별했고, 1912년에는 보수 공화당이 태프트를 재지명하고 당을 장악하는 것을 막으려 했으나 실패했다. 대신 1930년대 뉴딜 민주당의 자유주의를 예고하는 강령을 가진 새 정당을 창당했다. 그러나 외교 정책 면에서 루스벨트는 민족주의, 제국주의(필리핀에서처럼), 파나마 운하 통제를 위한 무력 사용, 강력한 세계적 수준의 해군 건설을 장려하여 보수주의자들에게 호소했다.
국내 정책에서 루스벨트는 미국 국민을 위한 "공정 거래"를 요구했으며, 이는 훨씬 더 강력한 중앙 정부에서 나오는 네 가지 주요 주제를 담고 있었다. 공정 거래의 핵심 측면은 다음과 같다. 보존: 루스벨트는 1억 9,400만 에이커의 토지를 상업적 용도에서 제외하여 국유림 및 국립공원으로 만들었다. 기업 규제: 거대 기업 및 신탁의 권력을 제한하려는 그의 적극적인 노력으로 루스벨트는 "신탁 파괴자"라는 별명을 얻었다. 소비자 보호: 공정 거래는 1906년 순수 식품 및 의약품법과 연방 육류 검사법과 같은 주요 새로운 형태의 규제 통과로 이어졌으며, 이는 식품 안전 개선 및 소비자 보호를 목표로 했다. 노동권: 루스벨트는 노동자들이 연합을 결성하고 연방 직장에서 업무 관련 부상에 대한 보상을 받을 권리를 지지했다. 태프트 대통령이 너무 보수적이자 루스벨트는 그와 공화당과 결별하여 민주당원 우드로 윌슨이 1912년에 승리하도록 허용했다. 자유주의의 옹호자였던 윌슨은 1916년에 공정 거래를 지지하는 많은 루스벨트 지지자들을 확보하여 재선에 성공했다. 1918년 3월, 자신의 마지막 연설 중 하나에서 루스벨트는 "농민 지원, 다목적 강 계곡 개발, 공공 주택 프로젝트, 노동 시간 단축, 그리고 노령, 질병, 실업 보험을 포함한 여러 사회 보장 조치를 옹호함으로써" 뉴딜 정책을 예고했다고 주장할 수 있다.

## 주목할 만한 업적과 권고

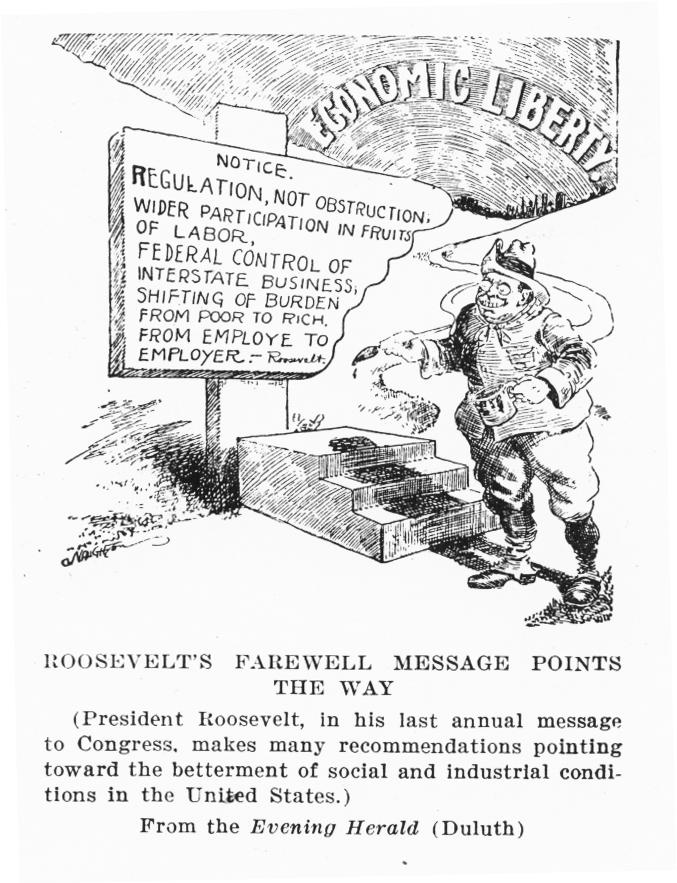
퇴임 직전 루스벨트는 수많은 개혁을 제안했다.

《진보주의 전국 대회 전 시어도어 루스벨트의 신앙 고백》이라는 책은 루스벨트 본인의 과거 업적 33가지와 미래를 위한 권고 8가지를 다음과 같이 나열하고 있다.
1. 산림 보호구역 확장
2. 국립 관개법
3. 수로 개선 및 수력 발전 보존
4. 헵번 요율법
5. 고용주 책임법
6. 안전 장치법
7. 철도 직원 노동 시간 규제
8. 상무부 및 노동부 설립
9. 순수 식품 및 의약품법
10. 연방 육류 검사
11. 포장 공장 검사
12. 해군 톤수 거의 두 배 증가 및 효율성 대폭 향상
13. 전 세계로 전함 함대 파견
14. 주 민병대와 육군 간의 협력 체계 구축
15. 파나마 운하 지대 획득 및 발굴 작업 에너지 증대
16. 도서 영토의 시민 자치 정부 개발
17. 쿠바에 대한 두 번째 개입, 쿠바를 쿠바인에게 반환
18. 산토 도밍고 재정 정리
19. 영국 및 캐나다와의 알래스카 국경 분쟁 해결
20. 영사 서비스 재편성
21. 1902년 석탄 파업 해결
22. 북부 증권 결정에서 정부 지지
23. 우체국 부정부패자 및 공공 토지 절도범 유죄 판결
24. 설탕 신탁 세관 사기 및 그에 따른 기소 조사 지시
25. 셔먼 반독점법 위반으로 철도 및 기타 기업 기소 지시 (해리먼, 담배, 스탠더드 오일 소송)
26. 미국 상업에 대한 중국 문호 개방 유지
27. 포츠머스 조약으로 러일 전쟁 해결 주도
28. 부양 아동 복지 회의 소집
29. 24개 일반 중재 조약 협상
30. 이자 부담 부채 9천만 달러 이상 감소
31. 관세 개정 문제 회피
32. 천연 자원 보존 운동 시작
33. 농촌 생활 조건 개선 운동 시작
1. 금융 시스템 개혁
2. 상속세
3. 소득세 요구
4. 대법원의 이의를 충족시키기 위한 새로운 고용주 책임법 통과
5. 소포 우편
6. 셔먼 반독점법 개정
7. 공공 운송 업체의 과도한 자본화 및 주식 남용 방지 입법
8. 주간 상업에 종사하는 기업의 연방 법률에 따른 법인 설립 강제 입법

## 공정 거래
"공정 거래"라는 용어는 1890년대부터 널리 사용되었으며 루스벨트도 가끔 사용했다. 그러나 1910년 태프트에 반대하며 자신의 강령을 "공정 거래"라고 불렀다.
모든 시민에게 실제적인 기회 균등이 실현될 때, 두 가지 큰 결과가 있을 것이다. 첫째, 모든 사람은 자신의 능력에 따라 최대한 발전할 공정한 기회를 가질 것이다. 특별한 특혜의 도움 없이, 그리고 타인의 특별한 특혜에 방해받지 않고, 자신의 능력으로 도달할 수 있는 가장 높은 지점에 도달하고, 자신과 가족을 위해 실질적으로 자신이 벌어들인 것을 얻을 수 있을 것이다. 둘째, 기회 균등은 모든 시민이 자신의 능력에 맞는 최고의 봉사를 공동체에 제공할 수 있음을 의미한다. 타인의 특별한 특혜라는 부담을 지고 있는 사람은 그 공동체가 당연히 받을 자격이 있는 봉사를 제공할 수 없다.

나는 공정 거래를 지지한다. 그러나 내가 공정 거래를 지지한다고 말할 때, 나는 현재 게임 규칙하에서의 공정한 경쟁을 지지한다는 의미뿐만 아니라, 더 실질적인 기회 균등과 동등한 좋은 서비스에 대한 보상을 위해 그 규칙들이 변경되어야 한다고 믿는다는 의미이다. ... 내가 가난한 사람을 위한 공정 거래를 원한다고 말할 때, 나는 스스로 일할 에너지가 없어 가난하게 남아 있는 사람을 위한 공정 거래를 원한다는 의미가 아니다. 기회를 얻었음에도 성공하지 못하는 사람은 포기해야 한다. ... 이제, 이것은 우리 정부, 즉 국가와 주 정부가 특수 이익의 사악한 영향력이나 통제로부터 자유로워져야 함을 의미한다. 남북 전쟁 이전에 면화와 노예 제도의 특수 이익이 우리의 정치적 통합을 위협했던 것처럼, 이제 거대한 특수 사업 이익은 자신들의 이익을 위해 정부의 사람들과 방법들을 너무나 자주 통제하고 부패시킨다. 우리는 정계에서 특수 이익을 몰아내야 한다. ... 모든 특수 이익은 정의를 받을 자격이 있지만, 단 하나도 의회에서 투표권, 법원에서 발언권, 또는 어떤 공직에서의 대표권을 가질 자격이 없다. 헌법은 재산 보호를 보장하며, 우리는 그 약속을 지켜야 한다. 그러나 그것은 어떤 기업에도 참정권을 부여하지 않는다. 진정한 재산의 친구, 진정한 보수주의자는 재산이 공동체의 주인이 아닌 하인이어야 한다고 주장하는 사람이다. 인간이 만든 창조물이 그것을 만든 인간의 주인이 아닌 하인이어야 한다고 주장하는 사람이다. 미국 시민들은 스스로 불러들인 강력한 상업 세력을 효과적으로 통제해야 한다.

## 신민족주의와 사법 심사
1910년, 루스벨트는 "신민족주의" 제안을 통해 사회 정의에 대한 그의 강한 신념을 구현했다. 그는 인간 복지가 재산권보다 더 중요하다고 믿었다. 그는 오직 강력한 연방 정부만이 경제를 규제하고 정의를 보장할 수 있으며, 대통령은 인간 복지 보호를 최우선 순위로 삼을 때만 경제 의제를 성공시킬 수 있다고 주장했다. 정치적으로 그의 아이디어는 서부의 진보주의자들에게 열렬히 지지를 받았고, 동부의 보수 공화당원들에게 비난받았다. 이는 루스벨트에게 좌절감을 안겨주었는데, 그는 공화당이 대통령 선거에서 승리하기 위해 단결해야 한다는 것을 깨달았다.
1910년 8월 31일 캔자스주 오사와토미에서 루스벨트는 극적으로 왼쪽으로 움직이며 "신민족주의" 정책을 발표했다. 남북 전쟁을 회고하며 미국이 "자신이 벌어들인 것보다 더 많이 가진 자들과 자신이 가진 것보다 더 많이 벌어들인 자들" 사이의 새로운 전쟁에 직면했다고 말했다. 그는 노동 계급이 기업으로부터 받고 있는 것보다 훨씬 더 많은 것을 받을 자격이 있다고 말했다. "거대한 특수 사업 이익은 자신들의 이익을 위해 정부의 사람들과 방법들을 너무나 자주 통제하고 부패시킨다. 우리는 정계에서 특수 이익을 몰아내야 한다."
정책 면에서 루스벨트의 강령은 진보주의자들이 옹호하는 광범위한 사회 및 정치 개혁을 포함했다. 네이선 밀러에 따르면, 오사와토미 연설에서 그는 다음과 같이 말했다.
현대 복지 국가를 예고하며, 그는 모든 사람에게 기회 균등, 정의, 안보를 증진하기 위한 국가 정부의 적극적인 행동을 옹호했다. 누진 소득세와 상속세, 개혁된 금융 시스템, 포괄적인 산재 보상법, 관세를 규제하기 위한 전문가 위원회, 기업의 정치 활동 제한, 관세, 기업의 정치 활동 제한, 엄격한 새로운 보존법, 아동 노동 규제 등이 그의 개혁 꾸러미의 모든 부분이었다.
럿거스 대학교의 리처드 헤프너 교수는 루스벨트에 대해 그의 신민족주의가 공공 복지의 청지기라고 루스벨트가 믿었던 "중앙 정부의 권한을 확장하여 사회 정의를 추구했다"고 언급했다.
특히 오사와토미에서 논란이 되었던 것은 "주가 권력을 행사하는 것을 금지하는 순전히 부정적인 사법부 활동"에 대한 루스벨트의 공격이었다. 사법 시스템은 연방 판사들이 좋은 법률을 위헌이라고 선언할 수 있도록 조작되어 있었다. "이 신민족주의는 행정 권력을 공공 복지의 청지기로 간주한다. 사법부는 재산보다는 인간 복지에 주로 관심을 가져야 한다고 요구한다." 그는 덧붙였다. "적절한 안전 장치 하에 국민이 스스로의 일에 더 직접적인 행동을 취하는 것이 필수적이다." 1910년에는 유권자들이 사법 결정을 회수하거나 뒤집는 방법에 대한 많은 이야기가 있었다. 그의 정책은 사법 권한을 제한하면서 대통령 권한을 확장하는 것이었다. 태프트 대통령과 많은 변호사들은 경각심을 가졌다. 태프트는 그의 형제에게 이렇게 말했다. "오사와토미 연설에서 선언된 '신민족주의'는 미국 내 모든 변호사들을 놀라게 했고, 뉴잉글랜드와 중부 주의 사려 깊은 사람들의 분노와 두려움을 크게 자극했다고 생각한다."

## 천연 자원 보존

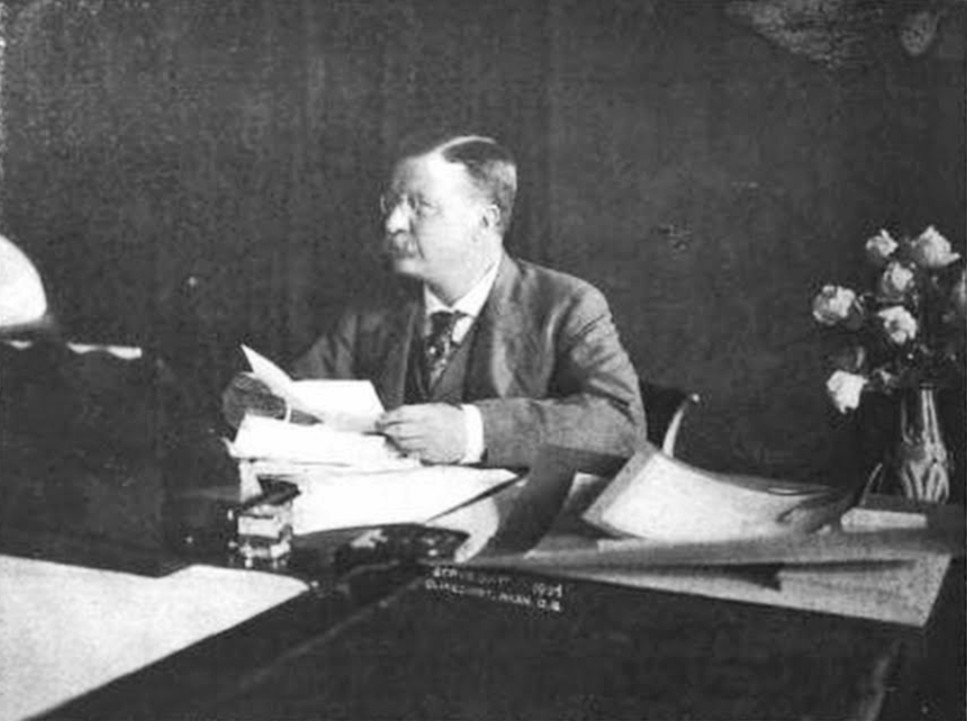
루스벨트는 직접 연설문을 썼다.

루스벨트가 1910년 8월 31일 캔자스주 오사와토미에서 행한 연설에서 그는 미국 토지 보존에 대한 자신의 견해를 다음과 같이 요약했다.
보존은 보호만큼이나 개발을 의미한다. 나는 현 세대가 우리 땅의 천연 자원을 개발하고 사용할 권리와 의무를 인정하지만, 그것들을 낭비하거나, 낭비적인 사용으로 우리 뒤에 올 세대들을 강탈할 권리는 인정하지 않는다. 나는 국가에 아무것도 요구하지 않는다. 다만 여기의 각 농부가 자기 자녀들과 관련하여 행동하는 방식대로 행동하기를 요청한다. 땅을 황폐하게 만들고 자녀들에게 무가치하게 남겨주는 농부는 불쌍한 사람이다. 자신을 지탱하고 자녀들의 교육을 제공할 수 있도록 땅을 일구어, 자신이 발견했을 때보다 조금 더 나은 상태로 자녀들에게 남겨주는 농부는 훌륭한 농부이다. 나는 국가에 대해서도 마찬가지라고 믿는다.

더욱이, 나는 천연 자원이 우리 모든 국민의 이익을 위해 사용되어야 하며, 소수의 이익을 위해 독점되어서는 안 된다고 믿는다. 그리고 여기에서 또 다시 내가 혁명적인 태도를 취한다고 비난받는 사례가 있다. 사람들은 이제 100년 전에는 국가가 공공 토지를 대량으로 팔아서 가장 많은 돈을 얻고, 그것을 자신들의 용도로 경작할 수 있는 사람들에게 주는 것을 옹호했던 선량한 공무원들이 있었다는 사실을 잊고 있다. 우리는 토지를 실제로 경작하고 그 위에 살 사람들이 작은 구획으로 받아야 한다는 올바른 민주적인 입장을 취했다. 이제 수력 발전, 숲, 광산에 직면하여, 자원을 보존하는 데 우리와 함께할 많은 사람들이 그 자원을 자신들의 이익을 위해 착취하는 것이 허용되어야만 그렇게 할 것이라는 사실에 직면하고 있다. 이것이 특수 이익이 정치에서 추방되어야 하는 근본적인 이유 중 하나이다.

이 나라 앞에 놓일 수 있는 모든 문제 중에서, 대규모 전쟁에서 국가의 실제 존재를 보존하는 것을 제외하고는, 이 땅을 우리 후손에게 우리에게보다 더 나은 땅으로 남겨주고, 그들이 이 땅에 살고 그것을 전달할 더 나은 종족으로 훈련시키는 위대한 중심 과제에 필적하는 것은 없다. 보존은 위대한 도덕적 문제이다. 왜냐하면 그것은 국가의 안전과 지속을 보장하는 애국적인 의무를 포함하기 때문이다. 우리의 국민의 건강과 활력은 적어도 그들의 숲, 물, 땅, 광물만큼이나 보존할 가치가 있으며, 이 위대한 사업에서 국가 정부가 가장 중요한 역할을 해야 한다는 것을 덧붙이고 싶다.

## 대기업 규제
미국 역사상 처음으로 헵번 법을 통해 물가통제 권한이 법으로 제정되었다. 이 법안은 대통령에 의해 강력하게 지지되었으며, 그 제정은 루스벨트 행정부의 주요 입법 승리로 간주되었다.
제8차 연례 의회 메시지(1908년)에서 루스벨트는 주간 통상 조항을 사용하여 연방 정부가 주간 기업을 규제할 필요성을 언급했으며, 이러한 기업들이 주의 권리를 주장하며 연방 통제에 맞섰던 방식도 언급했다.
물론 현재 사업에서 무제한적인 개인주의를 믿는 많은 진지한 사람들이 있다. 마치 과거에 노예 제도, 즉 한 개인이 다른 개인을 소유할 무제한적인 권리를 믿었던 많은 진지한 사람들이 있었던 것처럼 말이다. 그러나 이들만으로는 큰 영향력을 가지지 못한다. 주간 사업에 종사하는 개인, 특히 기업의 재산에 대한 적절한 정부 통제와 감독에 대한 효과적인 싸움은 주로 은밀히 이루어지며, 특히 주의 권리를 주장하는 것을 가장하여 이루어진다. ... 국가 정부 형성을 이끈 많은 건전하고 강력한 이유 중 주된 이유는 연방, 그리고 여러 주가 아닌 연방이 주간 및 해외 상업을 다루어야 할 절대적인 필요성이 있었기 때문이다. 그리고 주간 상업을 다룰 권한은 중앙 정부에 절대적으로 그리고 완전히 부여되었다. ... 국가 정부가 철도 및 기타 주간 상업 수단에 대해 최고 권한을 행사하고 따라서 완전한 통제권을 부여해야 한다는 제안은 헌법이 제정된 주요 목적, 아니면 주요 목적 중 하나를 문자 그대로 실행하자는 제안에 불과하다. 이것은 중앙집권화를 의미하지 않는다. 이것은 단순히 중앙집권화가 이미 사업에서 이루어졌다는 명백한 사실을 인정하는 것에 불과하다. ... 

나는 더 원견 있는 기업들 자체가 지난 몇 년 동안 주간 사업에 종사하는 조합(독점)에 대한 국가 정부의 규제와 통제에 대해 보였던 격렬한 적대감의 현명하지 못함을 인식하기 시작했다고 믿는다. 진실은 이러한 위대한 기업들에 대해 공익을 위해 진정한 통제를 주장하고 행사하는 이 운동을 믿는 우리들이 두 종류의 적들과 싸워야 한다는 것이다. 이들은 명목상 서로 반대하지만, 실제로는 문제의 적절한 해결을 방해하는 데 동맹이다. 첫째는 대기업 경영자들과 사업가 중 극단적인 개인주의자들로서, 그들은 완전히 규제되지 않은 사업, 즉 금권 정치를 진정으로 믿는다. 둘째는 시대의 경제적 움직임에 눈이 멀어 기업에 대한 규제보다는 억압적인 움직임을 믿는 사람들로서, 그들은 철도의 권한과 오직 철도를 진정으로 통제할 수 있는 연방 권한의 행사를 모두 비난한다.
대통령 임기가 끝난 후, 루스벨트는 자서전 출판을 위해 노력했다. 그의 자서전에서 루스벨트는 이 문제에 대한 자신의 신념을 설명했다. 그는 다음과 같이 썼다.
나는 항상 국가 정부가 모든 주간 상업 기업의 조직 및 자본화에 대한 완전한 권한을 가져야 한다고 믿었다.
한 역사학자가 루스벨트에 대해 언급했듯이 “근본적으로 보수적이었지만, 그는 자신이 생각하기에 자본주의 체제를 위협하는 비원칙적인 행동을 하는 대기업가들을 좋아하지 않았다”라고 말했다.

## 식민지화와 제국주의에 대한 견해
《서부 정복》(1889–1896)에서 루스벨트의 개척지론은 "문명"과 "야만" 사이의 투쟁을 강조했다. 발췌:
1. "정착민과 개척자는 근본적으로 자신들의 편에 정의를 두었다. 이 거대한 대륙은 비참한 야만인들을 위한 사냥터로만 남을 수 없었다."
2. "모든 전쟁 중 가장 궁극적으로 정당한 전쟁은 야만인과의 전쟁이다. 비록 가장 끔찍하고 비인간적일 수도 있지만."[31]
3. "미국인과 인디언, 보어인과 줄루족, 코사크족과 타타르족, 뉴질랜드인과 마오리족— – 각 경우 승리자는 비록 많은 행동이 끔찍했지만, 위대한 민족의 미래를 위한 깊은 기반을 다졌다."[32]
4. "미국, 호주, 시베리아가 붉은색, 검은색, 노란색 원주민의 손에서 벗어나 지배적인 세계 민족의 유산이 되는 것은 헤아릴 수 없을 정도로 중요하다."
5. "이민자들의 정복이 없었다면 세계는 멈췄을 것이다. 그러나 이슬람교도의 기독교인에 대한 승리는 결국 저주로 판명되었다. 투르크족과 타타르족의 승리에서 나온 것은 순전히 악이었다."[33]

## 인종 관계
1906년 8월 13일과 14일, 텍사스주 브라운즈빌에서 브라운즈빌 사건이 발생했다. 백인 마을 주민과 브라운 요새에 주둔하던 흑인 보병대원들 사이에 인종적 긴장이 높았다. 8월 13일 밤, 한 백인 바텐더가 살해되고 백인 경찰관 한 명이 거리에서 총에 맞아 부상을 입었다. 시장을 포함한 마을 주민들은 보병대원들이 살인했다고 비난했다. 병사들은 침묵을 지키며 무슨 일이 있었는지 말하라는 직접적인 명령을 거부했다. 루스벨트는 그들의 "침묵의 공모" 때문에 전체 167명의 연대를 불명예 제대시켰다. 1970년대의 추가 조사에서는 흑인 보병대원들이 총격에 책임이 없다는 사실이 밝혀졌고, 리처드 닉슨 행정부는 모든 불명예 제대를 철회했다.
다른 한편으로, 루스벨트는 흑인 인종의 평등이 한 세대에서 다음 세대로의 발전을 통해 올 것이라고 느꼈다. 이 때문에 그는 자유주의 백인들에게 칭찬을 받았고 흑인 공동체에서는 새로운 시대의 선구자로 받아들여졌다. 테네시의 흑인 설교자 윌리엄 맥길은 "루스벨트 대통령의 행정부는 이 나라의 흑인들에게 몸의 심장과 같다. 그것은 이 나라 흑인들의 모든 동맥에 생명수를 펌프질했다"고 썼다. 교황 레오 13세는 루스벨트의 "모든 인종에 대한 동등한 대우를 추구하려는" 결의를 좋게 평가했다.
루스벨트는 친구에게 인종 관계의 어려운 문제에 대해 다음과 같이 썼다. "나는 이 대륙에 흑인이 존재함으로써 야기되는 끔찍한 문제에 대한 어떤 해결책도 생각해낼 수 없었지만, 한 가지는 확실하다. 그들은 여기에 있으며 죽이거나 쫓아낼 수 없으므로, 유일하게 현명하고 명예롭고 기독교적인 일은 각 흑인과 각 백인을 엄격하게 그 사람의 장점에 따라 대우하고, 그가 가질 가치가 있는 것보다 더 많거나 적게 주지 않는 것이다." 또한 루스벨트는 1903년 서부 순회 중 몬태나주 뷰트에서 중무장한 군중에게 연설하면서 (아마도 신체적 해를 입을) 분노를 무릅썼다. "나는 산티아고(쿠바)에서 유색인종 병사들과 함께 싸웠고, 만약 어떤 사람이 총에 맞아 죽을 만큼 충분히 용감하다면, 나는 그가 공정한 대우를 받을 수 있도록 최선을 다할 만큼 충분히 훌륭하다고 생각한다."
인종 관계에 관한 그의 수많은 업적에도 불구하고, 루스벨트와 그 시대의 많은 진보주의자들은 여전히 아프리카계 미국인에 대해 전반적으로 거만하고 가부장적인 시각을 가지고 있었다. 사적으로 루스벨트는 여전히 인종 비방을 사용했으며, 친구에게 보낸 편지에서 루스벨트는 "인종적으로나 전체적으로 백인보다 훨씬 열등하다"고 썼다. 루스벨트는 짐 크로우 법이 혼란보다 더 나은 해결책이라고 믿었고, 루스벨트는 한때 "유색인종에게 가장 유용한 백인은 유색인종의 이웃이다. 남부의 어려움을 해결해야 하고 해결할 수 있는 사람은 바로 남부 사람들 자신이다"라고 말했다. 그러나 루스벨트는 환경과 문화가 유전을 변화시킬 수 있다고 믿었다. 루스벨트는 일부 연방 직책에 "평판 좋고 존경받는 유색인종 남성"을 임명했다.
아마도 그의 태도는 그 당시 다른 사람들의 태도와 비교할 때 가장 잘 이해될 것이다. 그들은 그를 백인 인종의 "혼합과 잡종화"를 초래했다고 비난했다. 특히 사우스캐롤라이나주의 민주당 상원의원 벤자민 틸먼은 루스벨트가 부커 T. 워싱턴과 식사한 것에 대해 다음과 같이 말했다. "루스벨트 대통령이 저 깜둥이를 접대한 행동은 남부에서 그들이 다시 자신들의 자리를 배울 때까지 천 명의 깜둥이를 죽여야 할 필요가 있을 것이다."

## 역사적 관점
루스벨트의 1882년 저서 《1812년 해군 전쟁》은 두 세대 동안 이 주제에 대한 표준 서적이었으며, 여전히 광범위하게 인용되고 있다. 루스벨트는 영국과 미국 맨오브워의 현측포 발사 중량을 계산하는 등 광범위하고 독창적인 연구를 수행했다. 그러나 프링글은 그의 전기 《토마스 하트 벤턴》(1887)과 《구베르뇌르 모리스》(1888)가 서둘러 쓰여져 피상적이라고 말한다. 그의 4권짜리 국경 역사서 《서부 정복》(1889–1896)은 1893년 그의 친구 프레드릭 잭슨 터너가 정교하게 다듬은 프론티어 이론의 매우 독창적인 버전을 제시하여 역사학에 어느 정도 영향을 미쳤다.
루스벨트는 변경 지대가 새로운 인종을 창조했다고 주장했다. "삶이 야생 동물과 공동 소유하는 것보다 불과 몇 단계 덜 무의미하고 비참하며 사나운 흩어진 야만 부족"을 대체한 미국인 말이다. 그는 "백인에 의한 인디언 땅의 정복과 정착은 인종의 위대함과 문명화된 인류의 안녕을 위해 필요했다"고 믿었다. 그의 고급 잡지 기고문은 절실히 필요한 수입을 제공했다. 그는 나중에 미국역사협회 회장으로 선출되었다.

## 상원의원 직선제
상원의원 직선제(이후 제17차 수정헌법이 됨)는 당시 진보주의자들에게 중요한 과제였으며, 루스벨트는 그 아이디어를 지지하는 사람들 중 한 명이었다. 그는 선거 운동 기간 동안 이 문제에 대해 자주 연설했고 이는 진보당의 1912년 강령에 포함되어 있다.

## 과세 및 무역
루스벨트는 당대의 많은 기업 거물과 강력한 신탁 거인들이 부당한 방법으로 부를 축적했다고 믿었다. 따라서 그는 상속세 및 소득세 이니셔티브를 자신의 진보적 견해의 중요한 부분으로 보았다. 그는 또한 "자유 무역"이 해롭다고 믿었으며, 관세의 필요성에 대해 당대의 다른 공화당원들과 뜻을 같이했다.

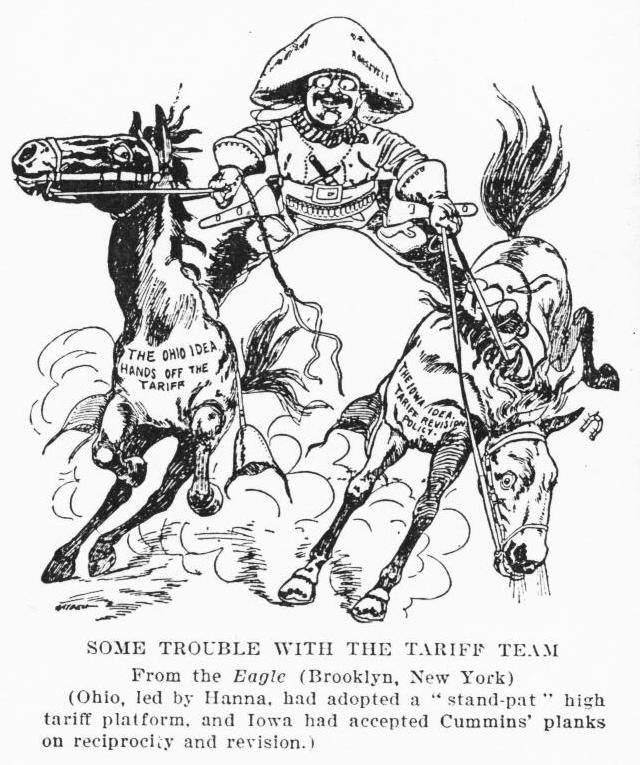
루스벨트 대통령이 관세가 공화당 팀을 갈라놓는 것을 지켜본다.

### 무역 및 관세
루스벨트는 윌리엄 매킨리가 강조한 고율 보호 관세가 경제 번영과 높은 임금에 도움이 된다는 점을 선호했다. 그러나 대통령으로서 그는 이 문제가 공화당을 갈라놓는 것이 얼마나 파괴적인지 알았기 때문에 대통령 재임 중에는 일반적으로 이 주제를 피했다.
그는 자유 무역, 즉 무관세에 대해 노골적인 반대자였다. 그는 다음과 같이 썼다. "나는 자유 무역주의자가 아님에 감사한다. 이 나라에서 자유 무역 교리에 대한 해로운 탐닉은 필연적으로 도덕적 섬유의 지방 변성을 초래하는 것 같다."

### 상속세
잘 알려진 저서 《진흙을 긁는 남자》에서 루스벨트는 다음과 같이 선언했다.
개인적인 신념으로, 세부 사항을 논하거나 시스템을 공식화하려는 의도는 없지만, 우리는 궁극적으로 일정 금액을 초과하는 모든 재산에 대해, 생전에 증여되거나 사망 시 개인에게 유증되거나 상속되는 재산에 대해, 누진세와 같은 제도를 채택하는 것을 고려해야 할 것이라고 생각한다. 이 세금은 특정 개인이 거대한 재산 중 일정 금액 이상을 상속받는 것을 불가능하게 만들도록 설계되어야 한다. 이 세금은 물론 국가 정부에 의해 부과되어야 하며 주 정부에 의해 부과되어서는 안 된다. 이러한 과세는 물론 모든 건강한 한계를 넘어 비대해진 재산의 상속 또는 전체 이전만을 목표로 해야 한다.

### 소득세
루스벨트는 관세 제도가 아닌 시민에 대한 점진적 소득 과세를 지지했다. 1907년 국정 연설에서 그는 다음과 같이 말했다.
적절한 유형의 누진 소득세는 연방 과세의 바람직한 특징이 될 것이며, 대법원이 합헌이라고 선언할 수 있는 방식이 고안되기를 바란다. 그러나 상속세는 훨씬 더 나은 과세 방법이며, 국가의 재산이 그 규모 증가에 비례하여 상응하는 과세 부담 증가를 지도록 하는 목적에 훨씬 더 중요하다.
루스벨트는 1912년 대통령 선거 운동 기간 중 신민족주의 연설을 포함하여 수년 동안 소득 과세를 요구했다.

## 생활 임금
루스벨트의 사회 정의 의무의 일환으로 그는 생활 임금의 창설을 믿었다. 생활 임금은 진보당의 강령의 일부였으며, 루스벨트가 진보당에 한 주요 연설의 일부였다. 이 연설에서 루스벨트는 다음과 같이 말했다.
우리는 생활 임금을 지지한다. 산업 직업에 시간과 에너지를 바치는 사람들에게 생계를 제공하지 못한다면 임금은 비정상적이다. 생활 임금의 화폐 가치는 지역 조건에 따라 다르지만, 정상적인 생활 수준의 요소를 확보하기에 충분해야 한다. 즉, 도덕성을 가능하게 하고, 교육과 오락을 제공하며, 가족의 미성년 구성원을 돌보고, 질병 기간 동안 가족을 부양하며, 노년을 위한 합리적인 저축을 허용하기에 충분히 높은 수준이어야 한다.
그러나 루스벨트는 철도 직원들의 임금 및 기타 조건에 영향을 미치는 애덤슨법에 대해 반대 의견을 표명했다. 그는 "조사 없이, 그리고 유능한 위원회가 보여주는 판단 형식을 행사하지 않고" 임금 인상을 위한 입법을 요구하는 형제단에 대해 비판했으며, 윌슨 대통령(해당 법안에 서명한)이 "산업 분쟁 해결에 있어 중재 원칙을 파괴하고 협박과 강요를 통한 해결에 인센티브를 부여했다"고 주장했다.
그럼에도 불구하고 루스벨트는 생활 임금 입법을 계속해서 신봉했다. 1918년 선거 운동의 기조 연설에서 루스벨트는 (한 역사학자가 언급했듯이) "국가가 국가 최저 임금, 즉 어떤 미국인도 그 이하로 떨어져서는 안 되는 생활 수준의 개념을 재고하게 하려 했다."

## 사회 보험
사회 보험의 강력한 옹호자였던 루스벨트는 사람들이 삶의 다양한 위험으로부터 보호되어야 한다고 믿었다. 루스벨트는 1912년 8월 진보당 대회에서 연설을 통해 이 주제에 대한 자신의 견해를 밝혔다. 이 연설에서 그는 다음과 같이 선언했다.
어떤 산업이든 마모와 파손으로 인한 인간의 잔해를 사회에 되돌려 놓는 것은 비정상적이며, 질병, 사고, 장애, 비자발적 실업, 노령의 위험은 보험을 통해 대비되어야 한다. 이는 산업 전체, 고용주, 피고용자, 그리고 아마도 일반 대중이 각기 어느 정도 기여해야 하는 부담으로 만들어져야 한다. 이러한 기준이 특정 사업장이나 산업에서 충족되지 않거나, 입법부가 이를 제공하지 않거나, 계몽되지 않은 법원에 의해 좌절될 경우, 노동자들은 위험에 처하고, 진보적인 고용주는 불이익을 받으며, 사회는 효율성 저하와 비참함으로 인해 막대한 비용을 지불하게 된다. 독일이 노령 연금이나 보험 분야에서 이룬 것을 우리는 연구해야 하며, 우리의 다른 생활 방식과 사고 습관에 필요한 수정 사항을 적용하여 그 시스템을 우리의 용도에 맞게 조정해야 한다.
루스벨트가 대통령이 되기 전부터 그는 사회 보험의 옹호자였다. 예를 들어, 그는 특정 정부 직원을 위한 상해 보상 도입을 지지했으며, 제8차 국정 연설에서는 이러한 보상이 모든 정부 직원에게 확대되어야 한다고 촉구했다. 같은 연설에서 루스벨트는 많은 민간 산업에서 노령 연금 프로그램이 채택된 것을 긍정적으로 평가했으며, 저축 은행이나 기여 및 자발적 제도를 통해 노령 연금 보장이 "무한정 확장될 수 있다"고 믿음을 표명했다.
1916년 연설에서 루스벨트는 독일의 사회 보장법을 칭찬하며, 오토 폰 비스마르크(독일 현대 사회 보장 프로그램의 창시자) 시대부터 그것이 그의 주요 목표였다고 언급했다.
임금 노동자들에게 합법적인 혜택을 확보하는 것, 즉 임금뿐만 아니라 생활 수준, 그리고 질병 보험, 노령 연금 등과 같은 방식으로 혜택을 확보하는 것이었다. 독일은 이 모든 문제에서 우리보다 무한히 앞서 있다. 독일은 정부의 지휘 하에 조직된 시스템과 완벽한 민간 협력을 통해 건강과 질병 시에 노동자들에게 우리보다 더 나은 보살핌을 더 적은 비용으로 제공한다.
루스벨트는 생애 마지막까지 사회 보험을 계속 옹호했으며, 그의 후기 저작 중 하나에서 노령 연금과 실업 보험을 그가 제시한 조치 중 두 가지로 포함시켰다.

## 이민 정책
대통령으로서 루스벨트는 미국이 일본 이민에 제한을 두지 않고 일본은 미국으로의 추가 이민을 허용하지 않는다는 합의, 즉 "신사 협정"에 동의했다.
1894년, 루스벨트는 다음과 같이 썼다.
우리는 언어, 정치적 사상과 원칙, 그리고 교회와 국가 간의 관계를 보는 방식에서 모든 면에서 미국화해야 한다. 우리는 미국인이 되는 독일인과 아일랜드인을 환영한다. 우리는 그런 상태로 남아있는 독일인이나 아일랜드인은 쓸모없다고 생각한다. ... 그는 오직 우리의 깃발만을 숭배해야 하며, 그것이 최우선이어야 할 뿐만 아니라, 다른 어떤 깃발도 두 번째가 되어서는 안 된다.
1907년, 루스벨트는 "이 나라에는 오직 하나의 언어만 존재할 공간이 있으며, 그것은 영어이다. 왜냐하면 우리는 용광로가 우리 국민을 혼잡한 하숙집의 거주자가 아닌 미국인, 미국 국적자로 만들어낼 것이라고 확신하기 때문이다"라고 썼다.
제1차 세계 대전이 일어나고 있는 동안에 루스벨트는 "하이픈화된 미국인"이라고 부르는 이들에게 맹렬히 반대하며 독일계 미국인과 아일랜드계 미국인들을 비난했다. 그들은 중립을 요구하고 영국을 지원하는 것에 반대했다. 루스벨트는 그들이 진정한 미국인이 아니라고 말했다. 독일과 아일랜드계 회원을 포함하는 평신도 가톨릭 단체인 콜럼버스 기사단에게 1915년 연설에서 그는 다음과 같이 말했다.
미국인 외에 다른 것이 되지 않는 사람들은 하이픈화된 미국인이다. 그리고 이 나라에 그들을 위한 자리는 없어야 한다. 자신을 미국 시민이라고 부르면서도 행동으로 보아 자신이 주로 외국 시민임을 보여주는 사람은 우리 정치 체계에서 철저히 해로운 역할을 한다. 그는 이곳에 있을 자격이 없다. 그리고 그가 진정한 마음의 충성심을 느끼는 나라로 빨리 돌아갈수록, 모든 선량한 미국인에게 더 좋을 것이다.
미국이 1917년 4월에 전쟁을 선포한 후, 루스벨트는 더욱 격앙되었다. 1917년 7월 4일에 행한 연설에서 그는 전쟁 중 이민자들의 새로운 국가에 대한 충성심에 의문을 제기했다. 그는 독인계 미국인 유권자들을 달래기 위해 전쟁에 반대 투표한 정치인들을 비난했다. 루스벨트는 독일을 지지하는 "평화주의자"들을 미국에 대한 반역자라고 불렀다. 그는 국가에 거주하는 모든 사람에게 미국에 대한 100% 충성을 요구했으며, 애국적인 행위로서 보편적인 병역의 필요성을 강조했다. 그는 "하이픈화된 미국인"이라는 용어를 계속해서 비난했는데, 이는 특히 영국에 대한 지원 대신 미국의 중립을 요구했던 독일계 미국인과 아일랜드계 미국인들을 겨냥한 것이었다. 그들은 진정한 미국인이 아니었으며 혐오받아야 했다.

## 진보적 보수주의자로서의 루스벨트와 이후 진보적 자유주의자로서의 루스벨트
일부 역사가들은 TR의 진보주의를 자유주의로 강조한다. 그러나 루스벨트는 보수적인 지지가 필요하다는 것을 알았고, 그의 계획이 보수적인 가치를 반영한다고 반복해서 말했다. 따라서 다니엘 루디는 그의 저서 《위대한 시어도어: 보수적 십자군》에서 루스벨트가 실제로는 "대중주의적 보수주의자"이자 "해밀턴주의자"였다고 주장한다. 마찬가지로, 프랜시스 후쿠야마는 루스벨트를 알렉산더 해밀턴과 함께 강력한 국가 미국의 보수주의 전통의 일부로 본다.
루스벨트는 진보적 보수주의와 동일시되는 주요 인물이었다. 루스벨트는 자신이 "항상 현명한 진보주의와 현명한 보수주의가 함께 간다고 믿었다"고 말했다.
대통령 재임 기간 동안 루스벨트는 공화당을 더 진보적인 보수주의 방향으로 이끌기를 바랐다. 한 역사학자가 언급했듯이, 루스벨트가 1908년 대통령직을 떠날 준비를 할 때, 그는 공화당 지도자로서 자신의 "사업"을 다음과 같이 회상했다.
보수당을 링컨 시절의 모습, 즉 진보적 보수주의 또는 보수적 급진주의 정당으로 만드는 것이었다. 현명한 급진주의와 현명한 보수주의는 물론 함께 가기 때문이다.
그러나 대통령직을 떠난 후 루스벨트는 진보적 보수주의보다는 진보적 자유주의와 자신을 동일시하기 시작했다. 이는 루스벨트가 1911년 10월 21일 영국의 친구 조지 오토 트레벨리언 경에게 보낸 편지에서 강조되었는데, 이 편지에서 그는 해외 여행과 프랑스와 같은 다른 나라의 정치 경험에 대한 자신의 관찰을 공유했다.
물론 프랑스 공화주의자들, 영국 급진주의자들, 그리고 미국 진보주의자들 중에는 내가 어떤 성직자나 왕정 복고주의자 반동주의자와 마찬가지로 완전히 공감하지 않는 사람들이 많다. 그러나 근본적으로는 이 세 나라 모두에서 급진적인 자유주의자들과 공감한다. 그는 적어도 우리 모두가 추구해야 할 목표를 향해 나아가고 있으며, 용기와 높은 이상에 대한 열정에 건전함과 온건함을 더할 때, 그는 내가 전적으로 지지할 수 있는 종류의 정치가로 발전한다.
루스벨트는 이미 1909년 초에 자신을 자유주의와 동일시한 것으로 보인다. 그해 3월 27일 발행된 미국 사회주의에 초점을 맞춘 에세이에서 루스벨트는 사회주의자와 자유주의자 사이에 공통점을 찾을 수 있는 경우를 언급하며 다음과 같이 주장했다.
더욱이, 우리는 사회주의가 넓고 느슨한 용어이며, 자칭 사회주의자들이 매우 다양하고 완전히 다른 유형임을 항상 기억해야 한다. 만약 우리가 급진적 사회주의의 공인된 사도들, 즉 그들 스스로가 "과학적 사회주의"라고 부르기 좋아하는 사람들을 연구하거나, 이 나라 사회주의의 활동적인 지도자들이 일반적으로 했던 일만 연구하거나, 그들이 주로 자신을 표현했던 신문만 읽는다면, 우리는 자신을 사회주의자라고 부르는 많은 사람들에 대해 완전히 잘못된 인상을 받을 것이다. 특히 고상한 마음을 가진 많은 남녀가 자신을 사회주의자라고 부르기를 좋아하는데, 그들의 태도는 의식적이든 무의식적이든 현재 상황의 악에 대한 분개한 인식이자 그것을 개선하려는 열렬한 바람에 불과하며, 그들의 사회주의는 실제로는 단지 진보된 형태의 자유주의에 불과하다.
루스벨트의 진보적 자유주의로의 전환은 진보당의 창당으로도 나타났는데, 한 관찰자는 이를 간접적으로 "분명히 자유주의적 또는 급진적 정당"이라고 묘사했다.
루스벨트는 또한 공화당이 그가 "건설적인 자유주의 정당"이라고 부르는 것이 되기를 희망했으며, 1918년 5월 윌 H. 헤이스(당시 공화당 전국위원회 위원장)에게 보낸 편지에서 다음과 같이 표현했다.
만약 공화당이 세상이 예전과 똑같아야 한다는 입장을 취한다면, 공화당은 패배할 것이다. 노동이 산업 문제 관리에 새로운 목소리를 내야 한다는 것은 의심의 여지가 없다. 노동의 단체 교섭권, 그리고 그 권리 안에 있는 모든 산업 기업의 장부 상태를 정확히 알 권리는 중요한 정치적 질문이 될 것이며, 공화당은 건설적인 입장을 취해야 한다. 자본의 헌법적 권리에 대해 이야기하며 시대의 흐름을 막으려 할 여유가 없다. 나는 3년 전과 6년 전에 이러한 것들을 믿지 않았던 많은 공화당원들이 이제는 믿게 될 것이라고 확신한다. 그리고 나는 당신이 공화당 조직에 자유로운 발전 기회를 준다면, 그것이 건설적인 자유주의 정당으로 발전할 것이라고 생각한다.
루스벨트의 좌경화는 역사학자 토마스 C. 리브스가 논평했는데, 그는 (태프트의 마지막 2년 재임 기간을 언급하며) 다음과 같이 주장했다.
태프트가 지난 2년간 우경화하는 동안, 루스벨트는 일반적으로 진보주의자들과 함께 좌경화를 계속했다. 그는 1년 전에 출간된 허버트 크롤리의 중요한 저서 《미국적 삶의 약속》에 강하게 영향을 받았다. 신민족주의는 매우 적극적인 연방 정부와 진보적 제안의 전체 의제를 옹호했는데, 여기에는 발의 및 국민 투표, 직접 예비 선거, 선출직 공무원의 소환, 그리고 사법 판결의 소환과 같은 정치 개혁이 포함되었다. 루스벨트는 특히 보수적인 사법부를 비판하며, 인권이 재산권에 종속되어서는 안 되며, 공동체가 "공공 복지가 요구하는 어떤 정도까지든" 재산을 규제할 권한을 가져야 한다고 덧붙였다. 태프트와 그의 동맹자들은 루스벨트의 견해에 경악했고, 진보주의자들은 그를 환호했다.

## 외교 정책
헨리 키신저의 분석에 따르면, 시어도어 루스벨트는 미국의 막대한 힘과 잠재적 영향력을 전 세계에 미치게 하는 것이 미국의 의무라는 지침을 개발한 최초의 대통령이었다. 그는 다른 사람들이 우러러볼 수 있는 수동적인 "언덕 위의 도시" 모델이라는 생각을 거부했다. 생물학을 전공한 루스벨트는 적자생존을 믿는 사회진화론자였다. 그가 보기에 국제사회는 폭력과 갈등의 영역이었다. 미국은 지구상에서 가장 적합한 국가가 될 수 있는 모든 경제적, 지리적 잠재력을 가지고 있었다. 미국은 단호하게 행동할 의무가 있었다. 예를 들어, 먼로주의의 관점에서 미국은 서반구에서 유럽의 침입을 막아야 했다. 그러나 그 이상으로, 그는 먼로주의의 유명한 루스벨트 계론에서 표현했듯이: 제멋대로이고 부패한 작은 나라들은 통제되어야 했기 때문에 미국은 지역의 경찰관이 되어야 했다. 만약 미국이 그렇게 하지 않으면, 유럽 열강들이 실제로 개입하여 서반구에 자신들의 세력 기반을 구축할 것이고, 이는 먼로주의에 위배될 것이다.
외교 정책에서 루스벨트는 현실주의자이자 보수주의자였다. 그는 윌리엄 제닝스 브라이언, 반제국주의자, 우드로 윌슨 등이 주장한 점점 더 인기 있는 이상주의적 자유주의 주제들을 비난했다. 키신저는 그가 국제법의 효력을 거부했다고 말한다. 루스벨트는 한 국가가 자신의 이익을 보호할 수 없다면 국제사회도 큰 도움을 줄 수 없다고 주장했다. 그는 점점 흔해지는 군축 제안을 비웃었다. 그는 대규모로 잘못을 저지르는 것을 막을 수 있는 국제적인 힘이 존재할 가능성이 없다고 보았다. 세계 정부에 대해서는 다음과 같았다.
나는 환상적인 평화 조약, 불가능한 약속, 효율적인 힘의 뒷받침 없는 온갖 종류의 종잇조각에 의존하는 윌슨-브라이언의 태도를 혐오한다. 외교 정책에 관해서는 영구적인 국가적 태도로 브라이언이나 브라이언-윌슨의 태도를 가지는 것보다 프리드리히 대왕과 비스마르크의 전통을 가지는 것이 국가와 세계에 무한히 더 낫다. ... 힘이 뒷받침되지 않는 맹목적인 의로움은 ... 악하며, 의로움이 결여된 힘보다 훨씬 더 해롭다.
긍정적인 측면에서 루스벨트는 영향권 분할을 선호했는데, 이는 미국이 서반구에서, 영국이 인도 아대륙에서 지배적인 위치를 차지하는 것과 같았다. 일본도 그런 역할을 했고 그는 이를 승인했다. 그러나 그는 독일과 러시아 모두를 깊이 불신했다.

### 제국주의
시어도어 루스벨트는 역사가들에 의해 일관되게 제국주의자로 간주된다. 미 해군 연구소에서 언급했듯이, 그는 "그 후 미국 정책의 세계화를 주도했으며," 필리핀과 파나마 운하 프로젝트에서의 지속적인 존재를 포함하여 세계 무대에서 미국의 훨씬 더 확장된 시각을 가지고 있었다.

## 같이 보기
- 시어도어 루스벨트 행정부
- 시어도어 루스벨트 행정부의 외교 정책
- 루스벨트 공화당원

## 내용주
1. ↑  "루스벨트가 '진보적'이라는 단어를 사용했을 때는 현대 보수주의의 지적 창시자인 에드먼드 버크가 '개혁'이라는 단어를 사용했던 방식과 같았다. 즉, 사회적 불만을 예방하고 혁명을 막을 수 있는 적극적인 보수주의의 생명선이었다. 루스벨트는 강력하고 통합된 미국을 믿는 보수적 십자군이었다. 그가 이해한 진보주의는 그 목표를 달성하기 위한 수단이었다."[75]

## 더 읽어보기
- Beale, Howard K (1956), 《Theodore Roosevelt and the Rise of America to World Power》. online
- Blum, John Morton (1954), 《The Republican Roosevelt》, Cambridge: Harvard UP.
- Brands, Henry William (1997), 《TR: The Last Romantic》 (full biography), New York: Basic Books, ISBN 978-0-465-06958-3.
- Brinkley, Douglas and Dennis Holland. The Wilderness Warrior: Theodore Roosevelt and the Crusade for America (2015), environmentalism.
- Burton, David H. Theodore Roosevelt: Confident Imperialist (U of Pennsylvania Press, 1968)
- Cooper, John Milton. The warrior and the priest: Woodrow Wilson and Theodore Roosevelt (Harvard University Press, 1983). online
- Dalton, Kathleen (2002), 《Theodore Roosevelt: A Strenuous Life》 (full scholarly biography).
- De Vries, George. (1968) "Theodore roosevelt: an american synthesis." Midcontinent American Studies Journal 9.2 (1968): 70–80. online
- Dorsey, Leroy G. We Are All Americans, Pure and Simple: Theodore Roosevelt and the Myth of Americanism (U of Alabama Press, 2013).
- Gould, Lewis L (2011), 《The Presidency of Theodore Roosevelt》 2판
- Gould, Lewis L. The republicans: A history of the grand old party (Oxford University Press, 2014) online.
- Greenberg, David. "Theodore Roosevelt and the image of presidential activism." Social Research 78.4 (2011): 1057–1088. online
- Harbaugh, William Henry. Power and Responsibility: The Life and Times of Theodore Roosevelt (1961) online
- Maciag, Drew. "Theodore Roosevelt: Blazing Forward, Looking Backward." in Edmund Burke in America (Cornell University Press, 2013) pp. 122–142.
- Miller, Nathan (1992), 《Theodore Roosevelt: A Life》, William Morrow & Co
- Morris, Edmund (2001), 《Theodore Rex》, Random House
- Murphy, Gary. "“Mr. Roosevelt is Guilty”: Theodore Roosevelt and the Crusade for Constitutionalism, 1910–1912." Journal of American Studies 36.3 (2002): 441-457.
- Murphy, Richard. “Theodore Roosevelt.” in A History and Criticism of American Public Address. Vol. 3  Ed. Marie Kathryn Hochmuth. (Longman's, Green and Co, 1955) pp: 313–364.
- Nester, William R. Theodore Roosevelt and the Art of American Power: An American for All Time (Rowman & Littlefield, 2019).
- Ruddy, Daniel (2016). 《Theodore the Great: Conservative Crusader》. Regnery Publishing. ISBN 978-1-62157-441-5.
- Ruiz, George W. "The Ideological Convergence of Theodore Roosevelt and Woodrow Wilson." Presidential Studies Quarterly (1989): 159–177. online
- Thompson, John M. Great Power Rising: Theodore Roosevelt and the Politics of US Foreign Policy (Oxford UP, 2019).
- Yarbrough, Jean M. Theodore Roosevelt and the American Political Tradition (UP of Kansas, 2012). 337 pp; argues TR was not a conservative.

### 역사학 및 기억
- Coletta, Paolo E. “The Diplomacy of Theodore Roosevelt and William Howard Taft.” In American Foreign Relations: A Historiographical Review, edited by Gerald K. Haines and Samuel J. Walker, 91–114. (Greenwood Press, 1981).
- Collin, Richard H. "Symbiosis versus Hegemony: New Directions in the Foreign Relations Historiography of Theodore Roosevelt and William Howard Taft." Diplomatic History 19.3 (1995): 473–497. online
- Cullinane, Michael Patrick. Theodore Roosevelt's Ghost: The History and Memory of an American Icon (LSU Press, 2017).
- Dalton, Kathleen. "Changing Interpretations of Theodore Roosevelt and the Progressive Era." in A Companion to the Gilded Age and Progressive Era ed. by Christopher M. Nichols and Nancy C. Unger  (2017) pp: 296–307.
- Gable, John. “The Man in the Arena of History: The Historiography of Theodore Roosevelt” in Theodore Roosevelt: Many-Sided American, eds. Natalie Naylor, Douglas Brinkley and John Gable (Interlaken, NY: Hearts of the Lakes, 1992), 613–643.
- Hull, Katy. "Hero, Champion of Social Justice, Benign Friend: Theodore Roosevelt in American Memory." European journal of American studies 13.13-2 (2018). online
- Lucas, Stephen E. "Theodore Roosevelt's “the man with the muck‐rake”: A reinterpretation." Quarterly Journal of Speech 59.4 (1973): 452-462.
- Ricard, Serge. "The State of Theodore Roosevelt Studies" (H-DIPLO 2014) online.
- Ricard, Serge. ed. A Companion to Theodore Roosevelt (2011) new essays by scholars excerpt.

### 1차 자료
- Roosevelt, Theodore (1941),  Hart, Albert Bushnell; Ferleger, Herbert Ronald, 편집., 《시어도어 루스벨트 백과사전》, 루스벨트의 여러 문제에 대한 의견; Theodore Roosevelt에서 온라인 버전; 674페이지; 주제별 알파벳 순으로 배열된 4,000개 이상의 인용문; CD-ROM으로 제공.
- O'Toole, Patricia, ed. In the Words of Theodore Roosevelt: Quotations from the Man in the Arena (2012). excerpt.
- Roosevelt, Theodore (2004),  Auchincloss, Louis, 편집., 《Letters and Speeches》, 미국 도서관, ISBN 978-1-931082-66-2.
- Roosevelt, Theodore (2001),  Brands, HW, 편집., 《The Selected Letters》.
- Roosevelt, Theodore (1926), 《The Works》 National판, 20권; 루스벨트의 연설, 서적, 에세이 대부분을 포함하는 18,000페이지 분량이며, 서신은 제외; CD-ROM 에디션 이용 가능; 루스벨트의 일부 서적은 Project Bartleby를 통해 온라인에서 이용 가능.
- Roosevelt, Theodore (1967),  Harbaugh, William, 편집., 《The Writings》 (one-volume selection of speeches and essays).
- Roosevelt, Theodore (1999) [1913], 《An Autobiography》, Bartleby.